# 場合の数
数学において、場合の数（ばあいのかず、ばあいのすう、英: number of cases）とは、ある情況の下に起こりうる場合の総数のことである。
場合の数を求めるときは、与えられた事柄について、「全部で何通りの場合があるのか」を漏れなく重複なく数え上げることが必要となる。
場合の数は、「確率」と呼ばれる概念と非常に深い関わりを持っており、両者は切っても切れない関係にある。

## 求め方
例えば、機内食で、食べ物はビーフかチキンを、ドリンクはコーヒー、紅茶か水を選ぶとする。この時、「場合の数」は何通りになるか。

### 全て書き出す。
考えられる食べ物とドリンクの組み合わせは以下が考えられる。すると、
- ビーフ・コーヒー
- ビーフ・紅茶
- ビーフ・水
- チキン・コーヒー
- チキン・紅茶
- チキン・水

となる。つまり、「場合の数」は「6個」が答えとなる。

### 積の法則を使う。
食べ物はビーフとチキンの二つあり、ドリンクはコーヒーと紅茶と水の三つある。このとき、2×3=6個で、答えは「6個」となる。

### 和の法則を使う
ビーフとチキンをそれぞれの根元として、樹形図を書く。すると、ビーフと「コーヒー、紅茶、水」の三つの枝分かれの樹形図と、チキンと「コーヒー、紅茶、水」の三つの枝分かれの樹形図ができる。これらの二つのブロックを足すと、3+3=6個、場合の数は6個だ。

これらの解法を覚えておくことが大事といわれる。

## よく出る問題

### 数字の並び替えの問題
例えば、0, 1, 2, 3, 4の数字の中から4桁の整数を作る問題などがよく出る。この時は、最高位である千の位に0が入らないことを考慮して問題を解く。

### 人の並び替えの問題
人は区別がつく存在だという事実を考えること。それによって、「組み合わせがかぶる」という概念がないことがわかるので、単純にnPnによって解くことができる。

他にも、最短経路の問題や、円順列の問題などがある。